# Calamagrostis velutina
Calamagrostis velutina är en gräsart som först beskrevs av Christian Gottfried Daniel Nees von Esenbeck och Franz Julius Ferdinand Meyen, och fick sitt nu gällande namn av Ernst Gottlieb von Steudel. Calamagrostis velutina ingår i släktet rör, och familjen gräs. Inga underarter finns listade i Catalogue of Life.